# فرانك بايلس
فرانك بايلس هو مهندس ومنتج أفلام وسياسي وكاتب سيناريو وممثل كندي، ولد في 15 نوفمبر 1962 في مونتريال في كندا.

## وصلات خارجية
- الموقع الرسمي
- فرانك بايلس على موقع IMDb (الإنجليزية)
- فرانك بايلس على موقع قاعدة بيانات الفيلم (الإنجليزية)